# Кінь БоДжек
Кінь БоДжек (або Коняка БоДжек, англ. BoJack Horseman) — американський анімаційний трагікомедійний серіал про колишню зірку шоу-бізнесу, антропоморфного коня БоДжека. Створений Рафаелем Боб-Ваксбергом для каналу Netflix, на якому і стартував 22 серпня 2014 року. Протягом 2014—2019 рр. вийшло 5 сезонів (61 епізод); у жовтні 2018 року було оголошено про вихід шостого сезону, 25 жовтня 2019 —— 31 січня 2020 вийшло 16 епізодів сезону.
За версією кінокритиків BBC, входить до 15-ти найкращих серіалів Netflix, HBO та Apple TV.

## Сюжет

### Перший сезон
Дія відбувається в світі, населеному антропоморфними тваринами і людьми. Велика частина сюжету відбувається в Лос-Анджелесі. БоДжек — зірка ситуаційної комедії «Викинути коника» (англ. Horsin' around), популярної наприкінці 80-х — початку 90-х років. На момент часу, висвітлений у серіалі, БоДжек переживає кризу середнього віку. У спробах повернути колишню популярність і любов публіки БоДжек намагається написати автобіографічну книгу. Але не справляється з цим через власну лінь. Після умовлянь агента і видавця БоДжек наймає письменницю Даєн Нгуєн, яка проводить з ним багато часу, інтерв'юючи його, дізнаючись про його минуле і роботу в серіалі. Згодом між ними виникає симпатія. Сюжет подається упереміш зі спогадами БоДжека і його нинішнім становищем. Під кінець першого сезону ці сюжетні лінії поєднуються і глядач бачить повну картину життєвого шляху Коня БоДжека.

## Персонажі

### Головні персонажі
Кінь БоДжек (або Коняка БоДжек, англ. BoJack Horseman; озвучений Віллом Арнеттом) — головний герой серіалу, антропоморфний кінь. Вік — 50 років. Колишня зірка шоу-бізнесу, алкоголік з неприємним характером, що страждає від самотності. БоДжек досить розумний і цинічний, тому вважає багатьох навколо себе недалекими, у зв'язку з чим йому важко знайти когось, хто б розумів його. Він звик говорити всім навколо свою незалежну думку, не піклуючись про те, що це може когось поранити. В молодості пробував свої сили як стендап-комік. БоДжек — особистість, яка страждає від самотності і ненависті до самого себе, намагається розважатися будь-якими способами, лише б не залишатися наодинці з собою. При цьому всіма силами прагне забути про те, хто він є (в основному з допомогою алкоголю), і звалити з себе відповідальність за всі ті помилки, яких вже не виправити в житті.
Принцеса Керолайн (англ. Princess Carolyn; озвучена Емі Седаріс) — антропоморфна рожева кішка, агент і колишня дівчина БоДжека. Вік — 40 років. Спочатку була секретаркою агента БоДжека. Принцеса Керолін була єдиною, з ким у БоДжека були серйозні стосунки, і їй вдавалося підтримувати їх досить довго завдяки вірі в нього. Але врешті-решт вона кидає його, адже розуміє, що не може побудувати майбутнє з конем, який не бажає брати на себе зобов'язання. Однак не перестає бути його агентом і витрачати на нього свій час і сили. До кінця першого сезону заводить стосунки з Вінсентом Дорослим (англ. Vincent Adultman) — спочатку для того, щоб змусити БоДжека ревнувати, але пізніше закохується у Вінсента.
Тодд Чавес (англ. Todd Chavez; озвучений Аароном Полом) — безробітний молодий чоловік, наркоман, сусід БоДжека по дому. Близько 5 років тому батьки вигнали його з дому за його нетрадиційний спосіб життя, після чого Тодд потрапив на одну з вечірок БоДжека і залишився у нього вдома. БоДжек дозволяє Тодду жити у своєму будинку, в основному, з двох причин: перша — Тодд знає про те, про що БоДжек не хотів би розповідати, і друга — БоДжек страждає від самотності. І, незважаючи на часті образи з боку БоДжека, Тодд щиро вважав його гарною особистістю і був готовий допомогти йому в будь-якій його авантюрі. Але розчарувався в БоДжеку після того, як дізнався, що той саботував його рок-оперу. Незважаючи на свою лінь і безвідповідальність, Тодд - досить талановитий хлопець з хорошою уявою. Також Тодду вдалося зблизитися з Містером Арахісовемасло, ставши спочатку його водієм і другом, а пізніше отримати посаду виконавчого віцепрезидента з операцій західного узбережжя.
Даєн Нгуєн (англ. Diane Nguyen; озвучена Елісон Брі) — літературний раб БоДжека. Розумна, мила дівчина, феміністка третьої хвилі, американка в'єтнамського походження, а також дівчина (а в подальшому дружина) Містера Арахісовемасло. Даєн народилася в Бостоні. У неї чотири брати (Марті, Арті, Томмі і Гаррі). За її власними словами, вона член сім'ї, якого ніхто не любить. Стосунки з родиною остаточно зіпсувалися після «похорону» батька, і за порадою БоДжека Даєн приймає рішення більше не приїжджати до Бостона. Стосунки Даєн і БоДжека спочатку були дружніми, але поступово у БоДжека з'являються почуття до неї, які не отримують відповіді. Дівчина робить вибір на користь Містера Арахісовемасло. До кінця першого сезону Даєн і БоДжек залишаються хорошими друзями, але при цьому у БоДжека зберігаються почуття до неї.
Містер Арахісовемасло (англ. Mr. Peanutbutter; озвучений Полом Ф. Томпкінсом) — антропоморфний золотистий ретривер. Головний герой серіалу «Будинок Містера Арахісовемасло» (англ. Mr. Peanutbutter's house), сюжет якого був аналогічний із сюжетом сіткому «Викинути коника». Містер Арахісовемасло — власник кіностудії PB Livin', а також хлопець (а в подальшому чоловік) Даєн. Добродушний, життєрадісний, але не дуже розумний персонаж. На відміну від БоДжека є досить успішним і популярним, про нього пишуть статті, знімають реаліті-шоу і фільми. Безуспішно намагався подружитися з БоДжеком, але налагодив добрі стосунки з Тоддом, навіть створював з ним сумнівні бізнес проекти.

### Другорядні персонажі
Сара Лінн (англ. Sarah Lynn; озвучила Крістен Шааль) — актриса, що виконувала роль Сабріни, молодшої доньки Коня в серіалі «Викинути коника». У дитинстві була зразковою дівчинкою, але, досягнувши слави, безнадійно зіпсувалася, має проблеми з алкоголем і наркотиками. Грати в серіалі почала у віці 6 років; у 10 років запустила власну лінію одягу; у 18 років стала поп-зіркою після виходу альбому «Я Сара Лінн» з піснею «Колюче тістечко» (англ. Prickly muffin). Була у стосунках з актором Ендрю Гарфилдом, який публічно кинув її з тієї причини, що Сара Лінн втратила майже всю свою популярність. Але до кінця першого сезону ми бачимо, як вона провідує Ендрю в лікарні. Коли вона була дитиною, вона бачила у БоДжеку приклад для наслідування, але той ігнорував її. Хоча одного разу дав їй пораду, яка негативно вплинула на все її життя.
Герб Каззаз (англ. Herb Kazzaz; озвучений Стенлі Туччі) — колись був найкращим другом БоДжека. Автор ідеї та сценарист серіалу «Викинути коника». У 80-х роках БоДжек і Герб виступали як стендап-коміки, а також разом підробляли барменами. Пізніше Герб продав ідею серіалу телекомпанії ABC з умовою, що БоДжек отримає головну роль у серіалі. Через кілька років, коли шоу стало популярним, вибухнув скандал у зв'язку з тим що Герб був помічений у гомосексуальному зв'язку. Тоді керівництво каналу приймає рішення звільнити Герба. Герб хапається за останню можливість, просячи БоДжека заступитися за нього перед керівництвом, чого БоДжек не робить, адже не хоче скандалу навколо своєї персони. Після цього їхнє спілкування переривається на довгий період. Через багато років Герб захворює на рак. Дізнавшись про це, БоДжек відвідує його і просить вибачення, але Герб відмовляється його прощати.
Шарлотта (англ. Charlotte; озвучена Олівією Вайлд) — антропоморфна олениха, працювала офіціанткою, була дівчиною Герба Каззаза і подругою БоДжека, до якого відчувала симпатію. У Шарлотти є чоловік і двоє дітей, вона живе в Нью-Мексико. У наркотичній галюцинації БоДжек бачить альтернативний варіант свого життя, де він одружений з Шарлоттою і у них є дочка Гарпер.
Пінкі Пінгвін (англ. Pinky Penguin; озвучений Паттоном Освальтом) — антропоморфний пінгвін, директор практично розореного видавництва, яке випускає книгу БоДжека. Простежується явна алюзія на видавництво Pinguin Books.
Вінсент Дорослий (англ. Vincent Adultman; озвучений Елісон Брі) — хлопець Принцеси Керолін, який насправді є трьома дітьми, які стоять один на одному і одягнені в плащ. Але ніхто, крім БоДжека, цього не помічає, всі ставляться до Вінсента, як до звичайної людини.
Характерна актриса Марго Мартіндейл (англ. Character actress Margo Martindale; озвучена Марго Мартіндейл) — актриса, яку БоДжек винаймає для того, аби вона підіграла йому у різних планах, що впливають на оточення БоДжека.
Секретаріат (англ. Secreteriat; озвучений Джоном Кразінські) — антропоморфний скаковий кінь, чемпіон скачок. Секретаріат був довічно усунений від перегонів і, не переживши ганьби, кинувся з мосту у віці 27 років. Отримати роль Секретаріату було мрією БоДжека. Персонаж заснований на образі реального скакуна Секретаріата, призера багатьох престижних змагань. Див. фільм «Секретаріат» 2010 року.
Ленні Черепахтауб — кінопродюсер.

## Епізоди

### 1 сезон (2014)
| # | Назва | Режисер         | Сценарист            | Дата виходу    |
| --- | --- | --------------- | -------------------- | -------------- |
| 1 | «Кінь БоДжек: Історія Коня БоДжека, Глава один» «BoJack Horseman: The BoJack Horseman Story, Chapter One» | Джоел Мозер     | Рафаель Боб-Ваксберг | 22 серпня 2014 |
| БоДжек намагається написати книгу про себе, яка повинна його прославити і повернути любов публіки. Але писати він не вміє, та й не особливо хоче, тому його агент і видавець Пінкі вмовляє БоДжека найняти літературного негра.                                   | |                 |                      |                |
| 2 | «БоДжек ненавидить військових» «BoJack Hates the Troops»                                                  | Х.К. Гонсалес   | Рафаель Боб-Ваксберг | 22 серпня 2014 |
| БоДжек свариться в супермаркеті з офіцером морського флоту, який воював в Афганістані, через кекси. Після гучних заяв БоДжека в ЗМІ він заробляє погану репутацію ненависника військових.                                                                         | |                 |                      |                |
| 3 | «Колючий маффін» «Prickly muffin»                                                                         | Мартін Цендреда | Рафаель Боб-Ваксберг | 22 серпня 2014 |
| БоДжек прихищує у себе вдома свою стару знайому Сару Лінн, адже відчуває свою відповідальність за те, ким вона стала. | |                 |                      |                |
| 4 | «Зої і Зельди» «Zoes and Zeldas»                                                                          | Емі Уїнфрі      | Пітер Найт           | 22 серпня 2014 |
| Даєн радить БоДжеку спробувати підтримати Тодда в його починаннях, зокрема в написанні його рок-опери. За допомогою БоДжека Тодд практично досягає успіху, але спотикається за крок до тріумфу.                                                                   | |                 |                      |                |
| 5 | «Живи далі, Даєн Нгуєн» «Live fast, Diane Nguyen»                                                         | Джоел Мозер     | Керолін Вільямс      | 22 серпня 2014 |
| БоДжек і Даєн відправляються до Бостона, аби провідати родину Даєн. У зв'язку зі смертю її батька. Даєн доводиться затриматися в місті, адже вона єдина, хто здатний організувати похорон. Тодд і Принцеса Керолін в цей час провертають аферу в будинку БоДжека. | |                 |                      |                |
| 6 | «Наша історія - то Д-історія» «Our story is a D’story»                                                    | Х.К. Гонсалес   | Скотт Мардер         | 22 серпня 2014 |
| Аби справити на Даєн враження, БоДжек (будучи в стані алкогольного сп'яніння) краде букву «D» з напису «Hollywood». Тодд потрапляє до в'язниці, де стає перед вибором, в яку з тюремних банд йому податися.                                                       | |                 |                      |                |
| 7 | «Скажи що-небудь» «Say anything»                                                                          | Мартін Цендреда | Джо Лоусон           | 22 серпня 2014 |
| БоДжек в депресії через новини про заручини Даєн. Аби не відчувати себе самотньо, він намагається знову зав'язати стосунки з Принцесою Керолін. В свою чергу у неї виникають серйозні труднощі в кар'єрі.                                                         | |                 |                      |                |
| 8 | «Телескоп» «Telescope»                                                                                    | Емі Уїнфрі      | Мехар Сетхі          | 22 серпня 2014 |
| БоДжек, Даєн і Тодд відправляються до Малібу, щоб відвідати Герба Каззаза. | |                 |                      |                |
| 9 | «Надзвичайні обставини» «Horse Majeure»                                                                   | Джоел Мозер     | Пітер Найт           | 22 серпня 2014 |
| БоДжек будує підступні плани проти весілля Даєн і Містера Арахісовемасло. Тодд розуміє, що БоДжек причетний до того, що його рок-опера зірвалася. | |                 |                      |                |
| 10 | «Поні-одноденка» «One Trick Pony»                                                                         | Х.К. Гонсалес   | Лаура Гутин          | 22 серпня 2014 |
| Містер Арахісовемасло знімає фільм про свій романтичний подвиг. БоДжек отримує роль Містера Арахісовемасло. Тим часом Даєн закінчує книгу про БоДжека. | |                 |                      |                |
| 11 | «Прикрий кінець» «Downer Ending»                                                                          | Емі Уїнфрі      | Кейт Парди           | 22 серпня 2014 |
| БоДжек, залишившись незадоволеним варіантом Даєн, вирішує сам написати книгу. Зрозумівши, що нездатний написати самостійно, він вдається до допомоги Сари Лінн, Тодда і наркотиків.                                                                               | |                 |                      |                |
| 12 | «Пізніше» «Later»                                                                                         | Мартін Цендреда | Рафаель Боб-Ваксберг | 22 серпня 2014 |
| Після публікації книги про БоДжека він отримує довгоочікувану популярність і "Золотий глобус", а також роль, про яку мріяв усе життя. | |                 |                      |                |

### Різдвяний випуск
| #                                                                                  | Назва                                                 | Режисер     | Сценарист            | Дата виходу    |
| ---------------------------------------------------------------------------------- | ----------------------------------------------------- | ----------- | -------------------- | -------------- |
| 13                                                                                 | «Різдвяне бажання Сабріни» «Sabrina’s Christmas Wish» | Джоел Мозер | Рафаель Боб-Ваксберг | 19 грудня 2014 |
| БоДжек і Тодд разом переглядають старі різдвяні випуски серіалу «Викинути коника». |                                                       |             |                      |                |

### 2 сезон (2015)
| # | Назва                                      | Режисер       | Сценарист                     | Дата виходу   |
| --- | ------------------------------------------ | ------------- | ----------------------------- | ------------- |
| 1 | «Новий диван» «Brand new coach»            | Емі Вінфрі    | Рафаель Боб-Ввксберг          | 17 липня 2015 |
| БоДжек вирішує змінити своє ставлення до життя, думаючи, що це зробить його по-справжньому щасливим. Одночасно починається робота над фільмом "Секретаріат", під час якої з'ясовується, що БоДжек не такий вже і хороший актор, як він думав. Запрошена зірка - Джордж Такей (оповідач аудіокниги) |                                            |               |                               |               |
| 2 | «Вчораленд» «Yesterdayland»                | Х.К. Гонсалес | Пітер Найт                    | 17 липня 2015 |
| Тодд втілює в життя чергову свою мрію і будує Діснейленд. БоДжек ж зустрічає особливу дівчину Ванду. Запрошені зірки - Джоель Макгейл (Алекс) і Ліза Кадроу (Ванда Пірс) |                                            |               |                               |               |
| 3 | «Все ще зламаний» «Still broken»           | Емі Уїнфрі    | Мехар Сетхі                   | 17 липня 2015 |
| Герб Каззаз помирає. На бенкеті на честь відкриття меморіальної лавки Герба зустрічаються головні актори серіалу «Викинути коника» і разом намагаються знайти золото Герба, а також розкрити таємницю його загибелі. Запрошені зірки — Стенлі Туччі (Герб Каззаз) і Генрі Вінклер (камео) |                                            |               |                               |               |
| 4 | «Після вечірки» «After the party»          | Х.К. Гонсалес | Джо Лоусон                    | 17 липня 2015 |
| Три невеликих історії про те, що відбувається після вечірки-сюрпризу на честь 35-річчя Даєн. Принцеса Керолін з'ясовує стосунки з Вінсентом на тлі того, що у нього інша сім'я. БоДжек і Ванда збивають оленя і намагаються допомогти йому, паралельно вирішуючи проблеми своїх стосунків. А також — сімейна сварка Даєн і Містера Арахісовемасло. Запрошена зірка - Пол МакКартні (камео). |                                            |               |                               |               |
| 5 | «Курчата» «Chickens»                       | Джоел Мозер   | Керолін Вільямс               | 17 липня 2015 |
| БоДжек намагається стати ближче до Келсі, відчуваючи потребу в її визнанні. Тим часом дочка Келсі — Ірвінг, Даєн і Тодд намагаються врятувати курку, яка втекла з птахоферми. Запрошені зірки - Рон Фанчез (Ввічливий власник ферми) і Емі Шумер (Ірвінг) |                                            |               |                               |               |
| 6 | «Вище кохання» «Higher Love»               | Х.К. Гонсалес | Вера Сантамарія               | 17 липня 2015 |
| Компанія PB Living розоряється через нераціональні бізнес-проекти Тодда і Містера Арахісовемасло. Під загрозою втрати будинку Містер Арахісовемасло шукає собі нову роботу. БоДжекові стає ніяково, коли він освідчується Ванді. Принцеса Керолін отримує нові можливості, виявивши, що відомий письменник Джером Девід Селінджер живий. Запрошена зірка - Алан Аркін (Джером Девід Селінджер) |                                            |               |                               |               |
| 7 | «Нічний Хенк» «Hank After Dark»            | Емі Уїнфрі    | Келлі Галузка                 | 17 липня 2015 |
| Даєн намагається самотужки пролити світло на погану репутацію всіма улюбленого ведучого Генка Гіпопопалуса. Тодд міняється місцями зі схожим на нього принцом Кордові Густавом. Запрошена зірка - Скотт Вулф (камео) |                                            |               |                               |               |
| 8 | «З'ясуймо» «Let’s Find Out»                | Метт Маріска  | Елісон Фліерл і Скотт Чернофф | 17 липня 2015 |
| На прохання Ванди БоДжек бере участь першому випуску нового шоу Джей Ді Селінджера. І просто під час гри з'ясовує стосунки з ведучим Містером Арахісовемасло. Запрошені зірки - Деніел Редкліфф (камео), Алан Аркін (Джером Девід Селінджер) та Татьяна Маслані (Міа МакКіббін) |                                            |               |                               |               |
| 9 | «Кадр» «The Shot»                          | Метт Маріска  | Елайджа Арон                  | 17 липня 2015 |
| БоДжек, Кеслі, Принцеса Керолін, Містер Арахісовемасло та Марго Мартіндейл (яка щойно вийшла з тюрми) намагаються зняти спірну сцену для фільму «Секретаріат», якої не було в сценарії. У сцені, в якій Річард Ніксон погоджується не відправляти Секретаріата на війну у В'єтнамі. |                                            |               |                               |               |
| 10 | «Так і» «Yes And»                          | Х.К. Гонсалес | Мехар Сетхі                   | 17 липня 2015 |
| Після зйомки епізоду з Ніксоном Келсі звільняють і на її місце беруть нового режисера Ейба. Новий режисер і те, що він робить з фільмом, не до душі БоДжеку, але Ванда наполягає на тому, що він має продовжувати зйомки. Тим часом Даєн живе в будинку БоДжека і не збирається їхати додому, чим дратує Ванду, яка вважає, що та погано впливає на БоДжека. Ну а Тодд приєднується до трупи комедійних імпровізаторів, яка схожа на секту. Запрошені зірки - Бен Шварц (Рутабага Раббітовіц) та Лев Шрайбер (Коперник)    |                                            |               |                               |               |
| 11 | «Втеча з Лос-Анджелесу» «Escape From L.A.» | Емі Уїнфрі    | Джо Лоусон                    | 17 липня 2015 |
| БоДжек приїжджає до Нью-Мексико, аби побачитися з Шарлотою, під приводом купити яхту. Спочатку він планує залишитися на вихідні з нею і її сім'єю, але пізніше і зовсім кидає роботу у фільмі і залишається з ними на невизначений термін, поступово зближуючись з членами сім'ї Шарлоти. Запрошені зірки — Олівія Вайлд (Шарлотта), Ед Гелмс (Кайл), Адам Паллі (Тріп) та Ілана Глейзер (Пенні) |                                            |               |                               |               |
| 12 | «На море» «Out To Sea»                     | Майк Робертс  | Елайджа Арон                  | 17 липня 2015 |
| Повернувшись до Лос-Анджелеса, БоДжек дізнається, що Принцеса Керолін розпорядилася побудувати на його гроші, отримані після смерті Герба, дитячий притулок. Принцеса Керолін і Турнепс йдуть з агентства Vigor. Тодд з'їжджає від БоДжека і відправляється в комедійний круїз на яхті Коперника. А Даєн отримує нову роботу і нарешті готова повернутися додому. Запрошені зірки - Рікі Джервейс (Їжак в дитячому будинку), Сара Коніг (рінґтон Даєн), Айша Тайлер (Секстіна Аквафіна) та Анджела Басет (Ана Спанікопіта) |                                            |               |                               |               |

### 3 сезон (2016)
| # | Назва                                                          | Режисер           | Сценарист                     | Дата виходу   |
| --- | -------------------------------------------------------------- | ----------------- | ----------------------------- | ------------- |
| 1 | «Починайте розповсюджувати новини» «Start Spreading the News»  | Х.К. Гонсалес     | Джо Лоусон                    | 22 липня 2016 |
| БоДжек бере участь у рекламуванні фільму "Секретаріат" в Нью-Йорку, хоча йому швидко це набридає. БоДжек зізнається журналісту, що його замінили за допомогою цифрових технологій на пост-продакшені. Агентові БоДжека Ані вдається зробити так, щоб це не було оприлюднено. Тим часом Принцеса Керолін бореться з проблемами в своєму новому агентстві. |                                                                |                   |                               |               |
| 2 | «Шоу коня БоДжека» «The BoJack Horseman Show»                  | Адам Партон       | Вера Сантамарія               | 22 липня 2016 |
| У цьому епізоді показані події 2007 року. Принцеса Каролін знаходить для БоДжека роботу на іншому телешоу після закінчення «Викинути коника». Проте, після багаторазових змін пілота, на яких наполягав БоДжек, шоу провалилося. Містер Арахісовемасло одружується із Джессікою Біл, зустрічає Даєн, яка працює в кав'ярні під псевдонимом "Blarn". Тодд зустрічається з дівчиною на ім'я Емілі, батько якої, за його переконання, належить до мафії, як герої «Клану Сопрано».                                             |                                                                |                   |                               |               |
| 3 | «БоДжек вбиває» «BoJack Kills»                                 | Емі Вінфрі        | Келлі Галузка                 | 22 липня 2016 |
| БоДжек вважає, що його звинувачують у вбивстві після виявлення трупа в басейні друга режисера. Ця смерть призводить БоДжека і Даєн до джерела інформації. Містер Арахісовемасло і Тодд потрапляють у смердючу ситуацію через скунса, який живе по сусідству. Запрошена зірка - Фред Севідж (Губер) |                                                                |                   |                               |               |
| 4 | «Риба без води» «Fish Out of Waters»                           | Майк Голлінгсворт | Елайджа Арон і Джордан Янг    | 22 липня 2016 |
| БоДжек приїздить на Тихоокеанський кінофестиваль, де демонструється фільм "Секретаріат". БоДжек знаходить Келсі Дженнінгс і намагається помиритися з нею. Одночасно від намагається повернути батькові маленького морського коника батькові. В епізоді менше трьох хвилин діалогу, фокус у ньому - на візуальних аспектах. |                                                                |                   |                               |               |
| 5 | «Кохання та/або шлюб» «Love And/Or Marriage»                   | Х.К. Гонсалес     | Пітер А. Найт                 | 22 липня 2016 |
| Фільм "Секретаріат" випущений у національний прокат, миттєво став хітом. БоДжек і Тодд псують чужу репетицію весілля, де БоДжек випадково переконує наречену втекти з весілля. Врешті-решт БоДжек змушений допомогти їй повернутися. Тодд знову зближується з Емілі на весіллі і майже проводить з нею ніч, але відступає в останню хвилину. В той же час Принцеса Каролін має три побачення за ніч, останнє з яких - з мишею. Даєн і Містер Арахісовемасло дізнаються, що Даєн завагітніла, а перед цим вживала наркотики. |                                                                |                   |                               |               |
| 6 | «Брап-брап, піу-піу» «Brrap Brrap Pew Pew»                     | Емі Вінфрі        | Джоанна Кало                  | 22 липня 2016 |
| Даєн випадково публікує в твіттері Секстіни Аквафіни, який вона веде, пост про те, що зробить аборт. Ця резонансна заява сприяє ще більшій популярності молодої зірки. Боджек в цей час намагається розіграти свого конкурента по номінації на Оскар і дізнається, що його агент працює практично з усіма номінантами. БоДжек намагається звільнити агента. Запрошена зірка - Даніель Гейтер (Секстіна Аквафіна) |                                                                |                   |                               |               |
| 7 | «Зупиніть друк» «Stop the Presses»                             | Адам Партон       | Джо Лоусон                    | 22 липня 2016 |
| Містер Арахісовемасло і Тодд відкривають службу таксі для дівчат прямо вдома у Боджека, який в свою чергу намагається відмовитися від розсилки газети і телефоном розповідає про своє особисте життя і про те що переспав з подружкою Тодда. Запрошена зірка - Кендіс Берген (Шукач) |                                                                |                   |                               |               |
| 8 | «Старий знайомий» «Old Acquaintance»                           | Х.К. Гонсалес     | Елісон Флірль і Скотт Чернофф | 22 липня 2016 |
| Конкуренти намагаються відмовити Боджека зніматися в новому фільмі Девіда Пінчера, а Містер Арахісовемасло з Даєн відвідують його старшого брата, який повідомляє їм сумну новину. Тодд починає новий напрямок бізнесу. Запрошена зірка - «Дивний Ел» Янковик (Капітан Арахісовемасло) |                                                                |                   |                               |               |
| 9 | «Краще, що колись відбувалось» «Best Thing That Ever Happened» | Емі Вінфрі        | Кейт Парді                    | 22 липня 2016 |
| Кінь Боджек звільняє свого агента Принцесу Керолін після всього, що між ними було. |                                                                |                   |                               |               |
| 10 | «Це ти» «It's You»                                             | Адам Партон       | Вера Сантамарія               | 22 липня 2016 |
| Містер Арахісовемасло запрошений ведучим на оголошення номінантов на Оскар. Серед інших він називає і коня БоДжека. Зголом виявляється, що Містер Арахісовемасло загубив конверт, тому йому довелося вигадувати номінантів самому, тож він і назвав свого друга БоДжека. Той, коли дізнається це, впадає депресію. |                                                                |                   |                               |               |
| 11 | «Це занадто, чоловіче!» «That's Too Much, Man!»                | Х.К. Гонсалес     | Елайджа Арон і Джордан Янг    | 22 липня 2016 |
| БоДжек і Сара Лінн під дією наркотиків зривають зустріч анонімних алкоголіків. БоДжек вирішує загладити свою провину перед людьми, однак всі спроби щодо примирення в провалюються через наркотичні затемнення БоДжека. Зрештою БоДжек і Сара Лінн вирішують повернутися в Лос-Анджелес після того, як Сара Лінн виграє Оскар (про який вона зовсім забула). Пара відвідує планетарій, де БоДжек розмірковує про своє існування у Всесвіті. Сара Лінн вмирає на руках БоДжека.                                              |                                                                |                   |                               |               |
| 12 | «Все пройшло добре» «That Went Well»                           | Емі Вінфрі        | Рафаель Боб-Ваксберг          | 22 липня 2016 |
| Містер Арахісовемасло рятує місто від катастрофи - гори з макаронних виробів, а пізніше домовляється з його колишньою дружиною Катріною про балотування на пост губернатора Каліфорнії. Тодд отримує захоплюючі новини, що він став мільйонером за допомогою свого бізнесу. Даєн отримує роботу у феміністському блозі. БоДжек намагається запустити сіквел серіалу «Викинути коника» і знов впадає в глибоку депресію. |                                                                |                   |                               |               |

### 4 сезон (2017)
| # | Назва                                                          | Режисер         | Сценарист                  | Дата виходу    |
| --- | -------------------------------------------------------------- | --------------- | -------------------------- | -------------- |
| 1 | «Кампанія Містера Арахісовемасло» «See Mr. Peanutbutter Run»   | Емі Вінфрі      | Пітер А. Найт              | 8 вересня 2017 |
| Після того, як Містер Арахісовемасло врятував підводне місто, його колишня дружина Катріна переконала його балотуватися на пост губернатора Каліфорнії замість дійсного губернатора Вудчака Берковіца, не дивлячись на те, що в нього немає досвіду а є тільки бажання подобатися людям. Колишня дівчина Тодда Емілі дарує йому дрона с сидінням. Принцеса Керолін і її хлопець Ральф планують створити сім'ю. А Даєн намагається додзвонитися до БоДжека, який зник без вісті. Перший з двох епізодів, де Кінь БоДжек повністю відсутній.                                                                                |                                                                |                 |                            |                |
| 2 | «Старе житло Шугарменів» «The Old Sugarman Place»              | Ен Волкер Фарел | Кейт Парді                 | 8 вересня 2017 |
| Невдала спроба самогубства і зупинка у кав'ярні приводять БоДжека до старого дому, куди в дитинстві приїзджала його мати Беатріс, який він ремонтує за допомогою сусіда-вдівця. Впродовж серії показане життя його дідуся Джозефа Шугармена, бабусі Хані, дядька Крекерджека і Беатріс, і як її змінила смерть Крекерджека у Другій світовій війні. |                                                                |                 |                            |                |
| 3 | «Ура! Епізод про Тодда!» «Hooray! Todd Episode!»               | Ерон Лонг       | Елайджа Арон і Джордан Янг | 8 вересня 2017 |
| У Тодда дуже насичений день, адже він любить допомагати іншим і абсолютно все його оточення впевнене, що він нічого не робить. Містер Арахісовемасло і Катріна намагаються вирішити чи будуть вони підтримувати фрекінг, Тодд ненавмисно робить вибір на користь фрекінгу замість них і теперь вимушений приховати цей вибір від Даєн. Принцеса Керолін просить Тодда допомогти підняти рейтинг молодої акторки Кортні Портной, зігравши роль її хлопця. І в цей же день Тодда знаходить молода кобила Голігок, яка шукає свою мати і вважає себе донькою Коня БоДжека. Тодд нарешті зізнається БоДжеку, що він асексуал. |                                                                |                 |                            |                |
| 4 | «Починайте фрекінг» «Commence Fracking»                        | Мет Гарофало    | Джоанна Кало               | 8 вересня 2017 |
| БоДжек і Голігок шукають її мати. Кампанія Містера Арахісовемасло і його підтримка фрекінга псують його стосунки з Даєн, особливо після того як він згодився почати добувати копалини методом фрекінгу в своєму саду. Принцеса Керолін намагається завагітніти. |                                                                |                 |                            |                |
| 5 | «Щирі співчуття» «Thoughts and Prayers»                        | Емі Вінфрі      | Нік Адамс                  | 8 вересня 2017 |
| БоДжек і Голігок відвідують Беатріс, в якої за два останні роки почалася і сильно прогресувала деменція. Вона не впізнає БоДжека і постійно зве його Генрієтою. Через нещодавні масові вбивства, останній фільм Кортні Портной може не вийти на екрани і Принцеса Керолін намагається виправити ситуацію. Під впливом Кортні, Даєн купує собі зброю і пише про неї статтю. |                                                                |                 |                            |                |
| 6 | «Тупий шмат лайна» «Stupid Piece of Sh*t»                      | Ен Волкер Фарел | Елісон Тафел               | 8 вересня 2017 |
| Поява Беатріс в його домі діє на нерви БоДжеку. Протягом епізоду можна почути його повний ненависті до самого себе внутрішній монолог. Принцеса Керолін і Рутабага готують фальшиве весілля для Тодда і Кортні. |                                                                |                 |                            |                |
| 7 | «Під землею» «Underground»                                     | Ерон Лонг       | Келі Галуска               | 8 вересня 2017 |
| Містер Арахисовемасло влаштовує у себе вдома вечір для збору коштів на свою кампанію, але через фрекінг весь дім невдовзі падає під землю. Принцеса Керолін і Тодд шукають допомоги у мурах, а БоДжек і Даєн, які до цього не бачились цілий рік, напиваються вдвох і з'ясовують стосунки. Коли на допомогу іншим приходить Вудчак Берковіц, Катріна робить все щоб його принижити, навіть після того, як він сильно травмується через необачність Містера Арахісовемасло. |                                                                |                 |                            |                |
| 8 | «Суддя» «The Judge»                                            | Отто Мурга      | Елайджа Арон і Джордан Янг | 8 вересня 2017 |
| Містер Арахісовемасло зупиняє кампанію і переходить до штабу Вудчака, але в них з'являється нова конкурентка: друга ексдружина Містера Арахісовемасло Джессіка Біл, яка об'єдналася з Катріною. У Тодда з'являється нова ідея: стоматологічна клініка з докторами-клоунами, яку він починає реалізувати. Ральф запрошує Принцесу Керолін познайомитися зі своїми батьками. БоДжек бере участь в реаліті-шоу, де один з асистентів починає зустрічатися з Голігок. |                                                                |                 |                            |                |
| 9 | «Руті» «Ruthie»                                                | Емі Вінфрі      | Джоанна Кало               | 8 вересня 2017 |
| Маленька дівчинка з майбутнього Руті розповідає істроію своєї пращурки Принцеси Керолін, чиє життя повністю руйнується за один день. БоДжек і Даєн шукають свідоцтво про народження Голігок. |                                                                |                 |                            |                |
| 10 | «обожнюю каліфорнійське життя!!» «lovin that cali lifestyle!!» | Ен Волкер Фарел | Пітер А. Найт              | 8 вересня 2017 |
| Даєн допомагає Вудчаку перемогти на виборах губернатора. Інспекторка з Better Business Bureau Йоланда Буенавентура влаштовує перевірку клініці клоунів-дантистів Тодда. Принцеса Керолін знаходить собі новий проект, серіал під назвою «Філберт», і намагаючись умовити продюсера Ленні Черепахтауба, бреше що БоДжек погодився грати головну роль. Голігок раптово стає зле і вона потрапляє до лікарні, з'ясовується що Беатріс підсипала їй в каву пігулки для схуднення. Розлючений, БоДжек одразу відвозить свою мати до будинку для престарілих.                                                                   |                                                                |                 |                            |                |
| 11 | «Стріла часу» «Time's Arrow»                                   | Ерон Лонг       | Кейт Парді                 | 8 вересня 2017 |
| Поки БоДжек відвозить свою мати до будинку для престарілих, сама Беатріс пригадує головні моменти свого життя, хто така Генрієта і як народилася Голігок. |                                                                |                 |                            |                |
| 12 | «Який зараз час?» «What Time Is It Right Now»                  | Тім Роч         | Рафаель Боб-Ваксберг       | 8 вересня 2017 |
| Принцеса Керолін і автор серіалу «Філберт» Фліп Маквікер продають серіал стрімінговій платформі «Якийзаразчас.ком». Тепер Принцеса Керолін повинна зізнатися БоДжеку, що підробила його підпис на контракті. Спроба Тодда зачинити клініку клоунів-дантистів приводить до жахливих наслідків, але не дивлячись на це, він починає зустрічатися з Йоландою, яка теж виявляється асексуалкою. Подорож Містера Арахісовемасло і Даєн до Гаваїв закінчується сваркою. БоДжек нарешті викриває таємницю народження Голігок: вона йому не донька, а сестра.                                                                     |                                                                |                 |                            |                |

### 5 сезон (2018)
| # | Назва                                                     | Режисер         | Сценарист            | Дата виходу     |
| --- | --------------------------------------------------------- | --------------- | -------------------- | --------------- |
| 1 | «Сцена з лампою» «The Light Bulb Scene»                   | Адам Партон     | Кейт Парді           | 14 вересня 2018 |
| В БоДжека і Фліпа з'являються творчі розбіжності щодо «Філберта». В той же час БоДжек починає зустрічатися з акторкою серіалу Джиною Казадор. Після того, як Йоланда сварить його за те, що він нічого не робить зі своїм життям, Тодд раптом стає директором з продажу реклами у «Якийзаразчас.ком». Принцеса Керолін намагається всиновити дитину. |                                                           |                 |                      |                 |
| 2 | «З собакою покінчено» «The Dog Days Are Over»             | Емі Вінфрі      | Джоанна Кало         | 14 вересня 2018 |
| Після розлучення з Містером Арахісовемасло, Даєн переїздить до маленької квартири, а потім їде до В'єтнаму. |                                                           |                 |                      |                 |
| 3 | «Плановане застарівання» «Planned Obsolescence»           | Ерон Лонг       | Елайджа Арон         | 14 вересня 2018 |
| Тодд знайомиться з родиною Йоланди, яка не знає що вони асексуали. Містер Арахісовемасло зав'язує стосунки з молодою офіціанткою Піклз Апленті. БоДжек допомагає Джині реалізувати її мрію співати. |                                                           |                 |                      |                 |
| 4 | «Фемініст БоДжек» «BoJack the Feminist»                   | Ен Волкер Фарел | Нік Адамс            | 14 вересня 2018 |
| Принцеса Керолін намагається реабілітувати в Голліву скандального актора Венса Ваґонера, якого планує взяти на роль у «Філберті», але БоДжек ненавмисно все псує і стає новою іконою фемінізму. Містер Арахісовемасло намагається довести, що може бути крутим. |                                                           |                 |                      |                 |
| 5 | «Історія Амелії Ергарт» «The Amelia Earhart Story»        | Адам Партон     | Джо Лоусон           | 14 вересня 2018 |
| Принцеса Керолін їде до свого рідного міста і зустрічає вагітну дівчину-підлітка. Поки її немає на майданчику «Філберту», БоДжек травмується виконуючи трюк на мотоциклі і починає приймати знеболювальні. |                                                           |                 |                      |                 |
| 6 | «Безкоштовний чурос» «Free Churro»                        | Емі Вінфрі      | Рафаель Боб-Ваксберг | 14 вересня 2018 |
| БоДжек каже промову на похороні Беатріс. |                                                           |                 |                      |                 |
| 7 | «Сцена на підводному човні» «INT. SUB»                    | Ерон Лонг       | Елісон Тафел         | 14 вересня 2018 |
| Терапевт Даєн переконує її віддалитися від БоДжека. Тодд і Принцеса Керолін сваряться через начебто вкрадений сир косичку. У Фліпа письменницький блок і він не знає що робити, коли на його майданчику будують декорацію підводного човна. |                                                           |                 |                      |                 |
| 8 | «Кохані Містера Арахісовемасло» «Mr. Peanutbutter's Boos» | Ен Волкер Фарел | Келі Галуска         | 14 вересня 2018 |
| Епізод показує чотири вечірки на Хелловін впродовж 25 років, на які Містер Арахісовемасло приводить своїх коханих: спочатку Катріну, потім Джессіку Біл, потім Даєн і нарешті Піклз. |                                                           |                 |                      |                 |
| 9 | «Давнішня історія» «Ancient History»                      | Пітер Меріман   | Рейчел Каплан        | 14 вересня 2018 |
| Голігок приїздить навідати БоДжека. Під впливом тогорічних подій вона змиває його знеболюючі в раковину, отже її вихідні з братом перетворюються на довгий пошук нових пігулок для БоДжека. Містер Арахісовемасло пропонує Принцесі Керолін зняти фільм за мотивом відкритки, яка належить фірмі її колишнього хлопця Ральфа Стілтона. Тодд пропонує Емілі зустрічатись не зважаючи на його асексуальність і будує для неї секс-робота на ім'я Генрі Фондл, але вона відмовляється. |                                                           |                 |                      |                 |
| 10 | «Голова у хмарах» «Head in the Clouds»                    | Емі Вінфрі      | Пітер А. Найт        | 14 вересня 2018 |
| Якимось чином секс-робот Генрі Фондл стає генеральним директором «Якийзаразчас.ком». Зйомки першого сезону «Філберту» закінчились і «Якийзаразчас.ком» влаштовує грандіозну прем'єру, на якій Фліп і Принцеса Керолін видбиваються від звинувачень в плагіаті, Джина нарешті відчуває смак слави, а БоДжек і Даєн сваряться. |                                                           |                 |                      |                 |
| 11 | «Зірка серіалу» «The Showstopper»                         | Ерон Лонг       | Елайджа Арон         | 14 вересня 2018 |
| Починається зйомка другого сезону «Філберту». Під впливом знеболюючих, які дуже залежний від них БоДжек просто їсть жменями, він починає плутати серіал з реальним життям і майже коїть невиправне. |                                                           |                 |                      |                 |
| 12 | «Скасований серіал» «The Stopped Show»                    | Ен Волкер Фарел | Джоанна Кало         | 14 вересня 2018 |
| Після того, як БоДжек ледь не вбив Джину, зйомки серіалу зупиняють, а потім і взагалі скасовують через витівки Генрі Фондла. У Принцеси Керолін в самий складний момент з'являється можливість вдочерити маленьку дівчинку. БоДжек нарешті розуміє як йому виправитись. Містер Арахісовемасло спить з Даєн і не знає як зізнатись у цьому Піклз. |                                                           |                 |                      |                 |

### 6 сезон (2019-2020)
| # | Назва                                                                                 | Режисер       | Сценарист            | Дата виходу    |
| --- | ------------------------------------------------------------------------------------- | ------------- | -------------------- | -------------- |
| 1 | «Кінь заходить у клініку» «A Horse Walks into a Rehab»                                | Пітер Меріман | Елайджа Арон         | 25 жовтня 2019 |
| БоДжек починає лікуватись в реабілітаційній клініці і допомагати іншим пацієнтам. Після питання Доктора Чемпа коли він випив алкоголь в перший раз, БоДжек починає пригадувати всі можливі перші рази. |                                                                                       |               |                      |                |
| 2 | «Новий клієнт» «The New Client»                                                       | Емі Вінфрі    | Нік Адамс            | 25 жовтня 2019 |
| Коли від неї починають відмовлятися няні, Принцеса Керолін робить спробу встигнути все на роботі і вдома самотужки, але згодом перевтомлюється і починає робити дурниці. Через непорозуміння між Тоддом і Пінкі фільм за мотивом відкритки, в якому грає Містер Арахісовемасло, стає серіалом. А Містер Арахісовемасло сильно переймається за те, що зрадив Піклз. |                                                                                       |               |                      |                |
| 3 | «Позитивний репортаж» «Feel-Good Story»                                               | Молі Хелмс    | Елісон Тафел         | 25 жовтня 2019 |
| У Чикаго Даєн і оператор Гай намагаються робити позитивні репортажі, але в них на шляху стає мегакорпорація «Білий Кит». |                                                                                       |               |                      |                |
| 4 | «Несподіванка!» «Surprise!»                                                           | Адам Партон   | Пітер А. Найт        | 25 жовтня 2019 |
| В той самий вечір коли Тодд влаштовує Містеру Арахісовемасло і Піклз весілля, Містер Арахісовемасло зізнається Піклз у зраді. |                                                                                       |               |                      |                |
| 5 | «Зачіска трохи нерівна, ось і все» «A Little Uneven, Is All»                          | Пітер Меріман | Рейчел Каплан        | 25 жовтня 2019 |
| Піклз і Містер Арахісовемасло шукають спосіб виправити його провину, а Принцеса Керолін намагається врятувати його репутацію, бо Піклз про все розповіла в інтернеті. БоДжек пройшов свій курс лікування, але відмовляється залишати клініку і ненавмисно дає алкоголь Доктору Чемпу. У флешбеках показано історію про те, як Сара Лінн вперше почала пити під час зйомок «Викинути коника» і як провину переклали на перукарку Шарону. |                                                                                       |               |                      |                |
| 6 | «Про нирку не забули» «The Kidney Stays in the Picture»                               | Молі Хелмс    | Минхал Бейг          | 25 жовтня 2019 |
| В Голліву починається страйк асистентів, який Ленні Черепахтауб і Принцеса Керолін намагаються вгамувати. БоДжек допомагає Доктору Чемпу, який пішов у запій. Тодда відвідує його вітчим Хорхе і просить його дати нирку своій хворій матері, але одну з них Тодд вже продав. За домопогою Даєн і Гая, Тодд і Хорхе вирушають до будівлі «Білого Кита» щоб вкрасти нирку Тодда. |                                                                                       |               |                      |                |
| 7 | «Обличчя депресії» «The Face of Depression»                                           | Ерон Лонг     | Шона Макгері         | 25 жовтня 2019 |
| Неспроможний повернутись до свого дому і старого життя, БоДжек вирушає в подорож країною, де знов зустрічає давніх знайомих, допомагає Тодду зустріти нову дівчину і навіть знаходить роботу професором театрального мистецтва у Весліанському університеті де навчається Голігок. У Даєн починається депресія і вона боїться приймати антидепресанти. Містер Арахісовемасло теж подорожує країною, а Принцеса Керолін і її колишній асистент Джуда кладуть край страйку асистентів.                                                                                     |                                                                                       |               |                      |                |
| 8 | «Хутко, поки його немає» «A Quick One, While He's Away»                               | Емі Вінфрі    | Рафаель Боб-Ваксберг | 25 жовтня 2019 |
| Голігок з подругою подорожують до Нью-Йорку, де вона знайомиться з хлопцем, в якого був поганий досвід з БоДжеком. Режисерка Келсі Дженнінгс шукає акторку для нового фільму. Джині Казадор стає важко працювати після того, що з нею трапилось на зйомках серіалу «Філберт». Репортери Пейдж Сінклер і Максиміліан Бенкс розслідують смерть Сари Лінн. Їхнє розслідування приводить їх до Нью-Мексико. Другий епізод, де Кінь БоДжек повністю відсутній. Жоден з головних персонажів не з'являється в цьому епізоді.                                                    |                                                                                       |               |                      |                |
| 9 | «Театральне мистецтво з Конем БоДжеком» «Intermediate Scene Study w/ BoJack Horseman» | Адам Партон   | Джо Лоусон           | 31 січня 2020  |
| У БоДжека починається нове життя: він викладає театральне мистецтво в університеті і відвідує клуб анонімних алкоголіків, але Голігок стає важко з ним спілкуватись. |                                                                                       |               |                      |                |
| 10 | «Корисні травми» «Good Damage»                                                        | Джеймс Боуман | Джоанна Кало         | 31 січня 2020  |
| Даєн хоче написати серйозну автобіографію, але через антидепресанти в неї виходять тільки детективи для підлітків. Пейдж і Максиміліан знаходять в Нью-Мескико доньку Шарлоти Пені, яка не проти розповісти їм про свій досвід з БоДжеком. |                                                                                       |               |                      |                |
| 11 | «Незворотні витрати і все таке» «Sunk Cost and All That»                              | Емі Вінфрі    | Джоні Сан            | 31 січня 2020  |
| Після дзвінка Шарлоти БоДжек, Тодд, Принцеса Керолін і Даєн зачиняються в кабінеті БоДжека, де він розповідає їм всю правду про події в Нью-Мексико і смерть Сари Лінн. Знаючи, що журналісти Пейдж і Максиміліан незабаром опублікують про нього статтю, Принцеса Керолін шукає спосіб врятувати його імідж, тоді як Даєн намагається переконати БоДжека, що він повинен у всьому зізнатися. Тим часом журналісти беруть інтерв'ю у Містера Арахісовемасло в ресторані який він нещодавно купив у БоДжека, а його дівчина Піклз і бізнес-партнер Джоі Пого зближуються. |                                                                                       |               |                      |                |
| 12 | «Ксерокопія ксерокопії» «Xerox of a Xerox»                                            | Ерон Лонг     | Нік Адамс            | 31 січня 2020  |
| БоДжек дає інтерв'ю на шоу Біскітс Брексбі, яка колись вже врятувала його після подій на зйомках серіалу «Філберт». Інтерв'ю було теплою ванною і БоДжек врятований, але за спонуканням Пінкі він домовляється щодо другого інтерв'ю з Біскітс, яке, не без участі Пейдж Сінклер, повністю руйнує його репутацію. Тим часом Даєн знайомиться з сином Гая Сонні, Тодд і його нова дівчина Мод вирішують жити разом, а Піклз кидає Містера Арахісовемасло. |                                                                                       |               |                      |                |
| 13 | «Хтивий єдиноріг» «The Horny Unicorn»                                                 | Адам Партон   | Емі Шварц            | 31 січня 2020  |
| БоДжек стає вигнанцем в Голліву і до того ж банкрутом і безхатьком: батьки Сари Лінн і компанія «Xerox» забирають всі його гроші через суд, його бухгалер продає його дім, а Весліанський університет звільняє його. Голігок не відповідає на його дзвінки, а серез друзів в нього залишились тількі Містер Арахісовемасло і актор Венс Ваґонер, такий самий вигнанець як він. Тим часом, Тодд запрошує своїх батьків на новосілля, а стосунки Даєн і Сонні покращуються.                                                                                                |                                                                                       |               |                      |                |
| 14 | «Анжела» «Angela»                                                                     | Джеймс Боуман | Шона Макгері         | 31 січня 2020  |
| Тодд інсценує своє власне викрадення, щоб змусити свою мати нарешті зустрітися з ним. У Принцеси Керолін з'являються нові професійні можливості, а Джуда зізнається їй в коханні. Анжела Діаз, яка колись звільнила Герба Каззаза з «Викинути коника», запрошує БоДжека до себе щоб купити його права на серіал і перемонтувати його без Коня. |                                                                                       |               |                      |                |
| 15 | «Видовище посеред падіння» «The View from Halfway Down»                               | Емі Вінфрі    | Елісон Тафел         | 31 січня 2020  |
| Вже вкотре БоДжек бачить один й той самий сон: він приходить на вечерю до дому своєй матері, де всі інші гості — мертві люди з його минулого. Але цього разу він чомусь не може прокинутись. |                                                                                       |               |                      |                |
| 16 | «Було непогано» «Nice While It Lasted»                                                | Ерон Лонг     | Рафаель Боб-Ваксберг | 31 січня 2020  |
| Після того, як нові власники будинку БоДжека знаходять його напівмертвого в басейні і рятують, він потрапляє за ґрати. Рік потому БоДжеку дозволяють вийти на волю на один день, щоб відвідати весілля Принцеси Керолі і Джуди. |                                                                                       |               |                      |                |

## Нагороди та номінації
| Рік  | Нагорода                               | Категорія                                         | Номінант             | Результат |
| ---- | -------------------------------------- | ------------------------------------------------- | -------------------- | --------- |
| 2016 | Нагорода "Вибір телевізійних критиків" | Кращий анімаційний серіал                         | Серіал "Кінь БоДжек" | Виграш    |
| 2016 | Премія Енні                            | Кращий телевізійний продукт для масової аудиторії | Епізод "Новий диван" | Номінація |
| 2016 | Премія Гільдії сценаристів США         | Найкращий сценарій у анімаційному серіалі         | Епізод "Нічний Хенк" | Номінація |